# ليام هيندريكس
ليام هيندريكس (بالإنجليزية: Liam Hendricks)‏ هو لاعب اتحاد الرغبي جنوب أفريقي، ولد في 31 مايو 1994 في Bellville, South Africa ‏ في جنوب أفريقيا.